# Ауреліо Гонсалес
Ауреліо Рамон Гонсалес (ісп. Aurelio Ramón González, 25 вересня 1905, Луке — 9 липня 1997) — парагвайський футболіст, що грав на позиції нападника. По завершенні ігрової кар'єри — тренер.
Виступав за клуби «Спортіво Лукеньйо» та «Олімпія» (Асунсьйон), а також національну збірну Парагваю, у складі якої був учасником першого чемпіонату світу. Як тренер також найбільш відомий роботою з парагвайською збірною, яку з перервами очолював із середини 1940-х до середини 1970-х років.

## Клубна кар'єра
У дорослому футболі дебютував 1920 року виступами за команду клубу «Спортіво Лукеньйо», в якій провів шість сезонів. 
1927 року перейшов до клубу «Олімпія» (Асунсьйон), за який відіграв 13 сезонів. Завершив професійну кар'єру футболіста виступами за команду «Олімпія» (Асунсьйон) у 1940 році.

## Виступи за збірну
1924 року дебютував в офіційних матчах у складі національної збірної Парагваю. Протягом кар'єри у національній команді, яка тривала 14 років, провів у формі головної команди країни 14 матчів, забивши 10 голів.
У складі збірної був учасником чемпіонату Південної Америки 1929 року в Аргентині, де його команда здобув «срібло», а сам Гонсалес став найкращим бомбардиром турніру, забивши 5 голів. Наступного року був учасником першого чемпіонату світу, що проходив в Уругваї і де виходив на поле в обох матчах парагвайців на груповому етапі змагання, за результатами якого його команда завершила боротьбу, пропустивши до плей-оф збірну США, якій поступилася в очній зустрічі.

## Кар'єра тренера
Розпочав тренерську кар'єру роботою на клубному рівні, очоливши тренерський штаб «Олімпії» (Асунсьйон).
1946 року уперше був запрошений головним тренером національної збірної Парагваю. Керував її діями зокрема на тогорічному чемпіонаті Південної Америки, де парагвайці здобули бронзові нагороди.
1947 року залишив посаду головного тренера збірної Парагваю, проте неодноразово повертався на неї протягом наступних трьох десятиріч. 
Зокрема під його керівництвом збірна була учасником чемпіонату світу 1958 року, що проходив у Швеції і де південноамериканці не змогли вийти з групи, посівши третє місце і пропустивши до плей-оф збірні Франції та Югославії.
За рік, у 1959, здобув свою другу тренерську «бронзу» континентальної першості, привівши збірну Парагваю до третього місця на чемпіонаті Південної Америки в Аргентині.
Останній прихід Гонсалеса на тренерський місток парагвайської національної команди відбувся 1974 року.
Помер 9 липня 1997 року на 92-му році життя.

## Титули і досягнення
Гравець
- Срібний призер Чемпіонату Південної Америки: 1929

Тренер
- Бронзовий призер Чемпіонату Південної Америки: 1946, 1959 (Аргентина)